# فيليب ر. تومسون
فيليب ر. تومسون (بالإنجليزية: Philip R. Thompson) هو محامي وسياسي أمريكي، ولد في 26 مارس 1766 في الولايات المتحدة، وتوفي في 27 يوليو 1837 في نفس البلد. انتخب عضو مجلس نواب الولايات المتحدة عن ولاية فرجينيا وانتخب عضو مجلس النواب الأمريكي.